# Bandiera del Canada
La bandiera canadese, popolarmente conosciuta in inglese come Maple Leaf (foglia d'acero) e in francese come Unifolié, è una bandiera rossa con un quadrato bianco al centro sul quale è rappresentata una foglia d'acero stilizzata, con undici punte, anch'essa rossa.
Per gran parte della storia dopo la Confederazione, il Canada ha utilizzato l'Union Flag britannica come bandiera nazionale, con l'insegna rossa canadese riconosciuta come specifica variante del Paese. Fino al 1945 infatti era solo la Union Jack a campeggiare sul palazzo del parlamento a Ottawa.
Anche se l'idea di un nuovo disegno per la bandiera nazionale fu discusso per decenni nel XX secolo, fu solo negli anni sessanta che il dibattito si intensificò e divenne soggetto di una considerevole controversia. Nel 1963 i liberali guidati da Lester Pearson assunsero il potere in Canada, in seguito alla vittoria elettorale dello stesso anno; tale governo decise di adottare una bandiera nazionale del Canada alternativa allo Union Flag, anche perché consci del fatto che Pearson non era affatto popolare nel Québec. L'ex primo ministro conservatore-progressista e in quel momento capo dell'opposizione, John Diefenbaker, si dimostrò poi essere il principale oppositore a tale ipotesi, tanto da farne una crociata personale, non solo per motivi sentimentali, ma anche per scopi politici.
Malgrado le opposizioni, nel 1964 il governo liberale introdusse una mozione parlamentare a favore dell'adozione di una versione della bandiera canadese direttamente proposta dal primo ministro Pearson (conosciuta anche come Pearson Pennant). A tale mozione si susseguirono settimane di ampia discussione in merito che portarono alla formazione da parte dello stesso Pearson di un comitato parlamentare multi-partitico di 15 membri con l'obiettivo di selezionare un nuovo disegno. Dopo un periodo di studio, diverse manovre politiche e diverse valutazioni (furono considerate in tutto tre possibili versioni), il comitato ottenne l'attuale bandiera, che fu creata da George Stanley, ispirata dalla bandiera del Royal Military College of Canada. Il comitato annunciò la sua scelta finale il 22 ottobre 1964.
Sotto la supervisione del primo ministro Lester Pearson, la nuova bandiera venne adottata dalla Camera dei comuni canadese il 15 dicembre 1964 (il Senato canadese dette la sua approvazione due giorni dopo). La bandiera venne proclamata ufficialmente in vigore dalla regina Elisabetta II il 15 febbraio 1965. Dal 1995, il 15 febbraio si festeggia il "Giorno Nazionale della Bandiera".
Nonostante la precedente acrimonia, la nuova bandiera venne rapidamente adottata dal pubblico canadese, e a livello internazionale divenne ben presto un simbolo benvenuto dei canadesi di tutto il mondo.
Il centro bianco è una caratteristica unica della bandiera canadese, denominato banda canadese, dove una banda è metà della larghezza del campo invece che un terzo, come di solito nei tricolori.
La credenza comune che gli 11 punti sulla foglia d'acero abbiano un qualche significato è solo una leggenda popolare: si è detto, per esempio, che rappresenterebbero le dieci province e il governo federale. Ciò non è assolutamente vero: il numero di punti non ha nessun significato particolare e il disegno è semplicemente la rappresentazione stilizzata di una comune foglia d'acero.
Ponendo il rosso come sfondo e mettendo in primo piano il bianco, i due angoli superiori del riquadro possono essere percepiti come le sagome di due facce arrabbiate che litigano. Sebbene questo sia stato spesso considerato evocativo della natura del federalismo canadese, l'effetto non è stato ottenuto intenzionalmente.

## Controversie
I partiti conservatori del Canada e una parte dell'opinione pubblica, in particolare i più anziani e i reduci di guerra, non hanno mai approvato l'adozione dell'attuale bandiera, preferendo sempre quella precedente, la "Red Ensign", ufficiale fino al 1965. Anche in epoche più recenti si è parlato di un possibile (anche se improbabile) ritorno della "Red Ensign", simbolo storico del paese fin dalla nascita come confederazione nel 1867. I partiti liberali, al contrario, si sono sempre opposti al cambio della "Maple Leaf" adducendo che la "Red Ensign", come il disegno stesso, evidenzia e ricorda il passato coloniale del Canada come possedimento britannico, facendo perdere, almeno in parte, quella coscienza di "canadesi", coscienza che bene o male fino agli anni 
millenovecentoquaranta non esisteva; infatti i canadesi si consideravano dei britannici nati in America e la "Red Ensign" ben soddisfaceva la volontà di questi di rimarcare l'appartenenza all'Impero britannico, con la Union Jack nel primo cantone, e nel contempo rimarcare la loro identità di canadesi simboleggiata dallo stemma nazionale del Canada caricato sul secondo e quarto cantone.

## Stendardi reali e governativi

Bandiera del Re Carlo III
Bandiera di William, principe del Galles
Stendardo del Governatore generale del Canada

## Bandiere storiche

L'Union Jack fu de jure la bandiera ufficiale del Canada fino al 1965
Red ensign (1868-1921)
Red ensign (1921-1957)
Red ensign (1957-1965)

## Bandiere delle forze armate

Bompresso ausiliario
Royal Canadian Air Force (dal 1968)
Royal Canadian Air Force (1941-1968)
Guardia costiera
Bandiera delle Forze Armate canadesi

## Bandiere proposte

Finalista B per l'adozione della bandiera
Finalista C per l'adozione
Proposta di Pearson per l'adozione

## Bandiere delle province e territori del Canada
Ogni provincia e territorio canadese ha una bandiera che la rappresenta.
- Bandiera dell'Alberta
- Bandiera della Columbia Britannica
- Bandiera di Manitoba
- Bandiera del Nuovo Brunswick
- Bandiera di Terranova e Labrador
- Bandiera dei Territori del Nord-Ovest
- Bandiera della Nuova Scozia
- Bandiera del Nunavut
- Bandiera dell'Ontario
- Bandiera dell'Isola del Principe Edoardo
- Bandiera del Québec
- Bandiera del Saskatchewan
- Bandiera dello Yukon